# Bruno Zwintscher
Bruno Zwintscher, né le 15 mai 1838 à Ziegenhain et mort le 4 mars 1905 à Oberlößnitz, est un pianiste et pédagogue allemand.

## Biographie
Il étudie le piano avec Julius Otto (de) à Dresde et avec Ignaz Moscheles à Leipzig. Il travaille aussi avec Louis Plaidy.
Il enseigne le piano au Conservatoire de Leipzig de 1875 à 1896, puis s'installe à Dresde où il devient professeur de piano privé.
Il publie le manuel Klavier-Technik qui remporte un grand succès et est également publié en anglais sous le titre Technical Exercises Systematically. Il publie aussi Musikalische Verziehungen, qui contient des exercices pratiques et des notations théoriques pour l'exécution spécifique de l'ornementation.

### Dictionnaires et encyclopédies
- Theodore Baker et Alain Pâris (trad. Marie-Stella Pâris), Dictionnaire biographique des musiciens, R. Laffont, 1995 (ISBN 2-221-90103-7, 978-2-221-90103-8 et 2-221-06510-7, OCLC 896013421, lire en ligne)